# Crazy Kanzen na Otona
Singles de °C-ute
Kono Machi
(2013) Kanashiki Amefuri
(2013)
 Crazy Kanzen na Otona  (Cｒａｚｙ 完全な大人) est le 21e single "major" et 27e single au total du groupe de J-pop Cute, sorti en 2013.

## Présentation
Le single, écrit, composé et produit par Tsunku, sort le 3 avril 2013 au Japon sur le label zetima. Il atteint la 3e place du classement des ventes de l'oricon, et reste classé pendant 5 semaines.
Sortent aussi cinq éditions limitées du single, notées "A", "B", "C", "D", et "E", avec des pochettes différentes et pour les trois premières un DVD différent en supplément ; les éditions D et E contiennent des chansons en "faces B" différentes interprétées par quelques membres seulement, et l'édition A contient en supplément des versions en solo et instrumentale de la chanson Kanashiki Heaven qui figurait en "face B" du single Aitai Aitai Aitai na sorti sept mois auparavant. Contrairement aux singles précédents, celui-ci ne sort pas également en version "single V" (DVD contenant le clip vidéo).
La chanson-titre figurera sur l'album 8 Queen of J-Pop qui sortira cinq mois plus tard.

## Formation
Membres du groupe créditées sur le single :
- Maimi Yajima
- Saki Nakajima
- Airi Suzuki
- Chisato Okai
- Mai Hagiwara

## Liste des titres
CD de l'édition régulière
1. Crazy Kanzen na Otona (Crazy 完全な大人?)
2. The Treasure Box (ザ☆トレジャーボックス?)
3. Crazy Kanzen na Otona (Instrumental) (Crazy 完全な大人...?)

CD de l'édition limitée A
1. Crazy Kanzen na Otona (Crazy 完全な大人?)
2. The Treasure Box (ザ☆トレジャーボックス?)
3. Crazy Kanzen na Otona (Instrumental) (Crazy 完全な大人...?)
4. Kanashiki Heaven (Suzuki Part Ver.) (悲しきヘブン（鈴木パートVer.）?) (version en solo par Suzuki)
5. Kanashiki Heaven (Okai Part Ver.) (悲しきヘブン（岡井パートVer.）?) (version en solo par Okai)
6. Kanashiki Heaven (Instrumental) (悲しきヘブン...?) (version instrumentale)

DVD de l'édition limitée A
1. Crazy Kanzen na Otona (Music Video) (Crazy 完全な大人...?)
2. Kanashiki Heaven (Suzuki Part Ver.) (悲しきヘブン（鈴木パートVer.）?)
3. Kanashiki Heaven (Okai Part Ver.) (悲しきヘブン（岡井パートVer.）?)
4. Kanashiki Heaven (Instrumental) (悲しきヘブン...?)

CD de l'édition limitée B
1. Crazy Kanzen na Otona (Crazy 完全な大人?)
2. The Treasure Box (ザ☆トレジャーボックス?)
3. Crazy Kanzen na Otona (Instrumental) (Crazy 完全な大人...?)

DVD de l'édition limitée B
1. Crazy kanzen na Otona (Music Video) (Crazy 完全な大人...?)
2. Crazy kanzen na Otona (Dance Commentary Video) (Crazy 完全な大人...?)
3. Crazy kanzen na Otona (Dance Shot Ver.) (Crazy 完全な大人...?)

CD de l'édition limitée C
1. Crazy Kanzen na Otona (Crazy 完全な大人?)
2. The Treasure Box (ザ☆トレジャーボックス?)
3. Crazy Kanzen na Otona (Instrumental) (Crazy 完全な大人...?)

DVD de l'édition limitée C
1. Crazy Kanzen na Otona (Music Video) (Crazy 完全な大人...?)
2. Crazy Kanzen na Otona (Close-up Ver.) (Crazy 完全な大人...?)

CD de l'édition limitée D
1. Crazy Kanzen na Otona (Crazy 完全な大人?)
2. Chikyû Kara no Sanjûsô (地球からの三重奏?) (par Yajima, Suzuki, et Okai)
3. Crazy Kanzen na Otona (Instrumental) (Crazy 完全な大人...?)

CD de l'édition limitée E
1. Crazy Kanzen na Otona (Crazy 完全な大人?)
2. Watashi wa Tensai (私は天才?) (par Nakajima et Hagiwara)
3. Crazy Kanzen na Otona (Instrumental) (Crazy 完全な大人...?)

DVD de l'édition "Event V"
1. Crazy Kanzen na Otona (Yajima Maimi Solo Ver.)
2. Crazy Kanzen na Otona (Nakajima Saki Solo Ver.)
3. Crazy Kanzen na Otona (Suzuki Airi Solo Ver.)
4. Crazy Kanzen na Otona (Okai Chisato Solo Ver.)
5. Crazy Kanzen na Otona (Hagiwara Mai Solo Ver.)
6. Making Eizo (メイキング映像?)